# Huncut világ
A Huncut világ (eredeti cím: Cool World) 1992-ben bemutatott amerikai vegyes technikájú fantasy filmvígjáték, amelyben valós és rajzolt díszletek, élő és rajzolt szereplők közösen szerepelnek. A filmet Ralph Bakshi rendezte, a forgatókönyvet Michael Grais és Mark Victor írta, a zenéjét Mark Isham szerezte, a producere Frank Mancuso Jr. volt. A mozifilm a Bakshi Animation gyártásában készült, a Paramount Pictures forgalmazásában jelent meg.
Az Amerikai Egyesült Államokban 1992. július 10-én mutatták be a mozikban, Magyarországon 2000. január 2-án a TV2-n vetítették le a televízióban.

## Rövid történet
A film főszereplője egy képregényrajzoló, aki belekerül a saját maga által teremtett képregényes világba.

## Szereplők
| Élőszereplő             | Színész           | Magyar hang        |
| ----------------------- | ----------------- | ------------------ |
| Frank Harris nyomozó    | Brad Pitt         | Háda János         |
| Jack Deebs              | Gabriel Byrne     | Vass Gábor         |
| Holli Would             | Kim Basinger      | Kocsis Judit       |
| Jennifer Malley         | Michele Abrams    | Zsigmond Tamara    |
| Isabelle Malley         | Deirdre O’Connell | Csere Ágnes        |
| Agatha Rose Harris      | Janni Brenn-Lowen | Menszátor Magdolna |
| Firkaszereplő           | Eredeti hang      | Magyar hang        |
| Holli Would             | Kim Basinger      | Kocsis Judit       |
| Sürge, a pók            | Charles Adler     | Forgács Gábor      |
| Szikra                  | Michael Lally     | Barbinek Péter     |
| Sebes                   | Joey Camen        | Uri István         |
| Holli ajtaja            | Joey Camen        | Bolla Róbert       |
| I. kihallgató egér      | Joey Camen        | Breyer Zoltán      |
| Jós                     | N/A               | Breyer Zoltán      |
| Dr. Vincent Whiskers    | Maurice LaMarche  | Balázs Péter       |
| Super Jack Deebs        | Maurice LaMarche  | Vass Gábor         |
| Részeges férfi a bárban | Maurice LaMarche  | Németh Gábor       |
| II. kihallgató egér     | Maurice LaMarche  | Kapácsy Miklós     |
| Mash                    | Maurice LaMarche  | saját hangján      |
| Lonette                 | Candi Milo        | Kökényessy Ági     |
| Bob                     | Candi Milo        | Kocsis Mariann     |
| Hanta nyuszi            | Jenine Jennings   | Urbán Andrea       |
| Vörös telefon           | N/A               | Urbán Andrea       |
| Chico, a kidobó         | Patrick Pinney    | Bolla Róbert       |
| Dr. Bajusz erős segédje | N/A               | Bolla Róbert       |
| Bash                    | Gregory Snegoff   | Csuha Lajos        |